# Oleg Iwanowitsch Romanzew
Oleg Iwanowitsch Romanzew (russisch Олег Иванович Романцев, wiss. Transliteration Oleg Ivanovič Romancev; * 4. Januar 1954 in Gawrilowskoje, Oblast Rjasan) ist ein sowjetischer bzw. russischer Fußballtrainer und ehemaliger Fußballspieler. In den 1990er Jahren war er der erfolgreichste Trainer des Landes.
Romanzew spielte in den 1970ern bis Mitte der 1980er Jahre bei Spartak Moskau als linker Verteidiger und war zeitweise Kapitän. 1979 wurde er bei Spartak sowjetischer Meister. Mit der sowjetischen Nationalmannschaft gewann er 1980 bei den Olympischen Spielen die Bronzemedaille. Zwei Jahre später stand er im Aufgebot der WM 1982, kam jedoch nicht zum Einsatz. Mitte der 1980er Jahre musste er seine aktive Laufbahn wegen einer Rückenverletzung beenden.
Nach der Karriere als Spieler wechselte er ins Trainergeschäft. Nachdem er bei einigen kleineren Vereinen erste Erfahrungen sammelte, übernahm er 1989 den Trainerposten bei Spartak Moskau. Romanzew führte Spartak zu acht sowjetischen bzw. russischen Meistertiteln und zu vier Pokalsiegen. Seit 1993 war er zudem auch Präsident des Vereins. Im Juni 2003 wurde er nach anhaltender Erfolglosigkeit entlassen, nachdem er zuvor bereits das Präsidentenamt verloren hatte.
1994 wurde Romanzew erstmals Trainer der russischen Nationalmannschaft. Nach dem enttäuschenden Abschneiden bei der EM 1996 wurde er entlassen, 1998 dann aber erneut zum Nationaltrainer berufen. Obwohl Russland die Qualifikation zur EM 2000 verpasste, blieb er im Amt und schaffte die Qualifikation zur WM 2002. Dort schied Russland allerdings erneut in der Vorrunde aus und Romanzew trat von seinem Posten zurück. 
Nach der Entlassung bei Spartak waren seine nächsten Trainerstationen FK Saturn Ramenskoje (September 2003 bis Dezember 2004) und FK Dynamo Moskau (Januar bis Mai 2005). 2006 arbeitete er als Co-Trainer beim FC Nika Moskau, einem Verein aus der 2. Division. Seit April 2009 ist Romanzew in der Funktion eines hauptamtlichen Beraters wieder bei Spartak Moskau tätig.

## Erfolge
als Spieler:
- Sowjetischer Meister: 1979
- Bronzemedaille Olympische Spiele 1980

als Trainer:
- Russischer Meister: 1992, 1993, 1994, 1997, 1998, 1999, 2000, 2001
- Russischer Pokalsieger: 1992, 1994, 1998, 2003